# Calverstown
Calverstown (irisch Baile an Chalbhaigh) im County Kildare in der Republik Irland. Bei der Volkszählung 2022 lebten hier 652 Menschen.

## Lage
Calverstown liegt etwa acht Kilometer südöstlich von Kildare. Die Ortschaft liegt zwischen der R418 und der R448. Östlich von der R448 verläuft die M9 von Carlow Richtung Dublin.

## Geschichte
Calverstown Castle wurde im 17. Jahrhundert errichtet und ist nur noch als Ruine des Herrenhauses erhalten.

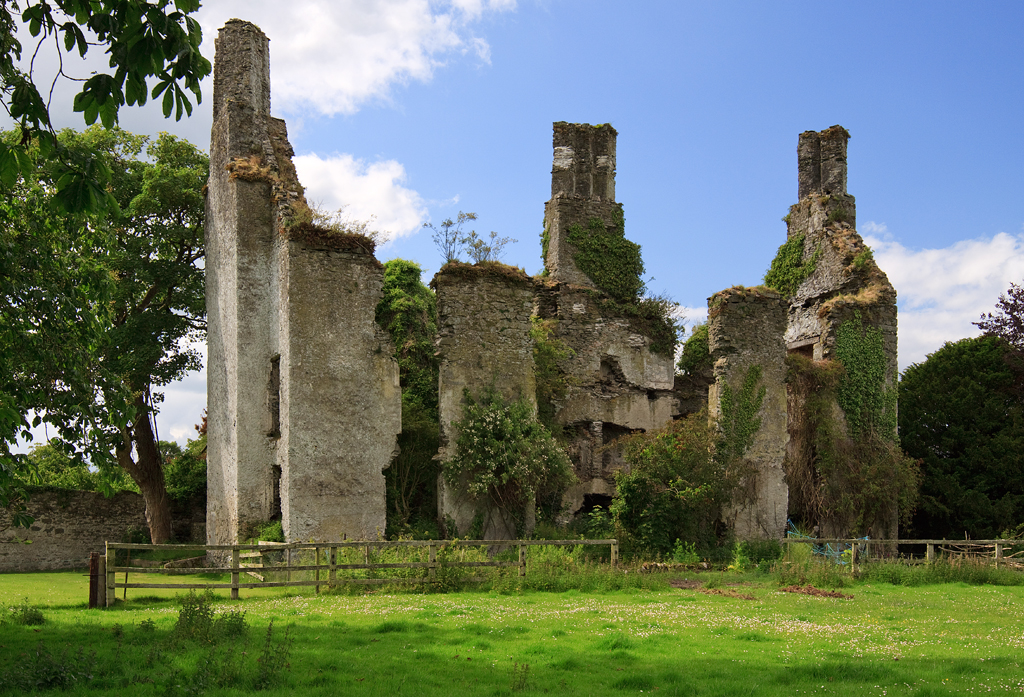
Calverstown Castle

## Persönlichkeiten
- Veronica Burns (1914–1998), Geologin
- Otto Skorzeny (1908–1975), Nationalsozialist, Eigentümer von Martinstown House 1959–1971.